# ليندو روسكيا
ليندو روسكيا هي قرية في التقسيم الإداري أواش في مقاطعة ريكي في محافظة لوبلين في شرق بولندا.  تقع على بعد حوالي 9 كيلومتر (6 ميل) شمال شرق أواش, 18 كيلومتر (11 ميل) شرق ريكي و 54 كيلومتر (34 ميل) شمال غرب العاصمة الإقليمية لوبلين.